# 21802 Svoreň
21802 Svoreň là một tiểu hành tinh vành đai chính với chu kỳ quỹ đạo là 1521.6529953 ngày (4.17 năm).
Nó được phát hiện ngày 6 tháng 10 năm 1999.